# Anna Maria Monticelli
Pour les articles homonymes, voir Monticelli.
Anna Maria Monticelli (née en 1952 à Tanger, au Maroc) est une actrice australienne, qui a parfois joué sous les pseudonymes suivants : Anna Jemison / Anna-Maria Montacelli

## Biographie
Anna Maria Monticelli est australienne, née au Maroc, de père franco-italien et de mère espagnole.

## Filmographie
Sauf indication contraire, les informations mentionnées dans cette section peuvent être confirmées par la base de données cinématographiques IMDb,  présente dans la section « Liens externes ».

### Actrice

#### Cinéma
- 1981 : Smash Palace (en) de Roger Donaldson : Jacqui
- 1982 : Heatwave (en) de Phillip Noyce : Victoria West
- 1982 : The Dark Room (en) de Paul Harmon : Nicky
- 1984 : My First Wife (en) de Paul Cox : Hilary
- 1984 : Silver City (en) de Sophia Turkiewicz : Anna
- 1985 : After Hours (court métrage) de Jane Campion : Sandra Adams
- 1985 : Meurtre à Empty Beach (en) (The Empty Beach) de Chris Thomson : Anne Winter
- 1986 : Nomads de John McTiernan : Niki
- 1989 : L'Ultime Complot (The Edge of Power) de Henri Safran : Gail Traynor
- 1994 : Life Forms (court métrage) de Georgia Wallace-Crabbe : Mel
- 2004 : The Brother (court métrage) de Harrison Chad : Catherine

#### Télévision

##### Séries télévisées
- 1981 : Sporting Chance : ? (saison 1, épisode 3)
- 1983 : For the Term of His Natural Life (en) : Alicia (mini-série)
- 1984 : Special Squad (en) : Teresa Parrissa (saison 1, épisode 3)
- 1984 : Carson's Law (en) : Eva Tarrant (21 épisodes)
- 1988 : Rafferty's Rules (en) : Diana Newby (saison 4, épisode 5)
- 1988 : Mission impossible, 20 ans après : Lydia (saison 1, épisode 4)
- 1988 : Emma: Queen of the South Seas (en) : Princesse Le'utu (mini-série)
- 1990 : Family and Friends (en) : Luciana Rossi
- 1991 : Chances (en) : Bella (saison 1, épisode 68)
- 1992 : Alana ou le futur imparfait (The Girl from Tomorrow) : Freya (saison 2, épisode 1)
- 1993 : Under the Skin (en) : ? (saison 1, épisode 2)
- 1994 : Chasseurs d'étoiles (en) (Sky Trackers) : Marie Colbert (26 épisodes)
- 2002 : Summer Bay (Home and Away) : Helen poulos (3 épisodes)

##### Téléfilms
- 1985 : La légende d'Archer (en) (Archer) de Denny Lawrence : Anna Swift
- 1986 : Handle with Care de Paul Cox : Kate
- 1995 : Singapore Sling: Road to Mandalay de John Laing : Tamara
- 2002 : White Collar Blue de Ken Cameron : Mme Cable

### Productrice
- 2001 : La Spagnola (en) de Steve Jacobs
- 2008 : Disgrâce de Steve Jacobs

### Scénariste
- 2001 : La Spagnola (en) de Steve Jacobs
- 2008 : Disgrâce de Steve Jacobs